# きみのキレイに気づいておくれ
「きみのキレイに気づいておくれ」（-き-）は、サンボマスターが2010年12月1日にリリースした15枚目のシングル。

## 概要
フジテレビ系アニメ『海月姫』エンディング・テーマ。ギターソロは近藤洋一。楽曲中に挨拶からギターソロへ移行。カップリングに2010年秋からスタートした「あれから10周年ツアー」の初日公演・下北沢シェルターのライブ音源がノーカットで収録。期間生産限定盤は、原作者東村アキコ書き下ろしによるワイドキャップステッカーが封入。

## 収録曲
| 全作詞・作曲: 山口隆。 |                                                                            |        |            |      |
| #                      | タイトル                                                                   | 作詞   | 作曲・編曲 | 時間 |
| 1.                     | 「きみのキレイに気づいておくれ」(テレビアニメ「海月姫」エンディングテーマ) | 山口隆 | 山口隆     | 3:46 |
| 2.                     | 「イントロダクション」                                                     | 山口隆 | 山口隆     | 0:56 |
| 3.                     | 「世界をかえさせておくれよ」                                               | 山口隆 | 山口隆     | 3:32 |
| 4.                     | 「残像」                                                                   | 山口隆 | 山口隆     | 3:54 |
| 5.                     | 「これで自由になったのだ」                                                 | 山口隆 | 山口隆     | 4:30 |
| 6.                     | 「MC」                                                                     | 山口隆 | 山口隆     | 3:50 |
| 7.                     | 「ラブソング」                                                             | 山口隆 | 山口隆     | 5:58 |
| 8.                     | 「そのぬくもりに用がある」                                                 | 山口隆 | 山口隆     | 5:37 |
| 9.                     | 「できっこないを やらなくちゃ」                                            | 山口隆 | 山口隆     | 4:02 |
| 合計時間:              | 合計時間:                                                                  | 36:05  |            |      |